# Inge Degenhardt
Inge Degenhardt (* 1935) ist eine deutsche Germanistin und Filmwissenschaftlerin. 
Inge Degenhardt ist emeritierte Professorin der Goethe-Universität in Frankfurt. Ihr „offizielles“ Fachgebiet ist die Didaktik der deutschen Sprache und Literatur. An der Universität hat sie zahlreiche Veranstaltungen zur Geschichte des Stummfilms organisiert.

## Schriften
- Literarische Wertung. Stuttgart: Reclam, 1979. ISBN 3-15-009544-1